# Baki Mercimek
Baki Mercimek (ur. 17 września 1982 w Amsterdamie) – turecki piłkarz występujący na pozycji obrońcy. Zawodnik klubu Karşıyaka SK.

## Kariera klubowa
Mercimek urodził się w Holandii w rodzinie pochodzenia tureckiego. Seniorską karierę rozpoczynał w 2000 roku w klubie HFC Haarlem. Spędził tam rok, w ciągu którego nie rozegrał tam jednak żadnego spotkania. W 2001 roku odszedł do angielskiego Sunderlandu, gdzie przez rok, również nie zagrał w żadnym meczu. W 2002 roku wrócił do Holandii, gdzie został graczem Stormvogels Telstar z Eerste divisie. Występował tam przez rok.
W 2003 roku trafił do tureckiego zespołu Gençlerbirliği SK z Süper Lig. W tych rozgrywkach zadebiutował 24 sierpnia 2003 roku w wygranym 1:0 pojedynku z Gaziantepsporem. W 2004 roku dotarł z klubem do finału Pucharu Turcji, jednak Gençlerbirliği uległo tam 0:4 Trabzonsporowi. 28 listopada 2004 roku w wygranym 2:0 spotkaniu z Malatyasporem strzelił pierwszego gola w Süper Lig.
W 2006 roku Mercimek podpisał kontrakt z Beşiktaşem JK, także grającym w Süper Lig. Pierwszy ligowy mecz zaliczył tam 6 sierpnia 2008 roku przeciwko Manisasporowi (0:1). W 2007 roku zdobył z zespołem Puchar Turcji.
W 2008 roku odszedł do Ankaraspor, również grającego w Süper Lig. Zadebiutował tam 14 września 2008 roku w wygranym 2:1 pojedynku z Belediyesporem. W 2009 roku został wypożyczony do ekipy Ankaragücü, a na początku 2010 roku podpisał kontrakt z Diyarbakırsporem, gdzie spędził pół roku.
Latem 2010 roku Mercimek został graczem drużyny Karşıyaka SK z 1 Lig.

## Kariera reprezentacyjna
Mercimek rozegrał 1 spotkanie w reprezentacji Turcji. Był to zremisowany 1:1 towarzyski meczu z Azerbejdżanem, rozegrany 12 kwietnia 2006 roku. Wcześniej grał też w kadrze Turcji U-21.